# Indice Kardashian
L'Indice Kardashian o Kardashian Index (Indice K), è un indice introdotto dal biologo Neil Hall nel 2014 con intenti ironici che misurerebbe la discrepanza tra la fama di uno scienziato - calcolata prendendo in considerazione la quantità di follower che ha su Twitter - e il numero delle citazioni che le sue pubblicazioni hanno all'interno della letteratura scientifica. L'indice deve il suo nome a Kim Kardashian, personaggio televisivo statunitense che, secondo l'autore dell'Indice, è un esempio di "famoso per essere famoso", e successivamente è stato preso in seria considerazione da altri studiosi.
La relazione tra il numero di followers su Twitter (F) e il numero di citazioni (C) viene descritto come:
{\displaystyle F=43.3C^{0.32}}
L'Indice Kardashian è quindi calcolato come:
{\displaystyle K_{index}={\frac {F(a)}{F(c)}}}
dove F(a) è il numero di followers dello scienziato e F(c) è il numero di ricercatori che hanno citato lo scienziato nei loro lavori.

## Interpretazione
Un alto indice K indicherebbe che la fama dello scienziato è sovrastimata mentre, al contrario, un basso indice K indica che l'opinione pubblica sottostima l'importanza scientifica del ricercatore in oggetto. Secondo Neil Hall i ricercatori con un indice K superiore a 5 possono essere considerati i "Kardashian della scienza".

## Critiche
L'indice K vorrebbe suggerire che il numero di citazioni di un dato scienziato sia direttamente proporzionale al suo valore scientifico, mentre al contempo trascura che in base ai meccanismi dei social network uno scienziato che gode di notevole popolarità potrebbe vedere il suo indice aumentare nonostante un contributo meritevole e pari a quello di altri scienziati con un indice minore, ed è questa assunzione il principale oggetto delle critiche.